# Paura di amare (serie televisiva)
Paura di amare è una serie televisiva italiana, prodotta dal 2010 al 2013 e trasmessa in prima visione da Rai 1.

## Trama

### Prima stagione
Stefano Loi vive a Torino ed è il ricco presidente dell'impero farmaceutico Loipharma. Vive con l'avvenente moglie Emma, i figli Carlotta e Tommy, la sorella Mirella, il marito di lei, Paride, ed Elide, vedova del primo dei tre fratelli Loi e sua assassina. Improvvisamente, Emma muore in un incidente d'auto. Quando, dopo una breve fuga dalla sua noiosa vita (e dalla sua villa), Carlotta incontra casualmente una ragazza laureanda in medicina che la aiuta quando viene molestata da una zingara. Lei si chiama Asia, ed è una che per essere felice ha dovuto lottare, e sta lottando ancora... Di nuovo a casa, la ragazzina assiste ad un tragico quanto buffo incidente domestico. La sua tata cade da una scala e si rompe una gamba. Chiede, così, al padre Stefano di sostituirla con una giovane che ha davvero bisogno di lavoro, proprio Asia, con cui Loi, la prima volta che si erano visti, aveva avuto uno scontro. Passato poco tempo, Asia diventa a tutti gli effetti la nuova baby-sitter di casa Loi, facendo affezionare a sé sia Carlotta che il dolce Tommy, ma anche il papà... Tutto sembrerebbe procedere bene, in più Asia e Stefano scoprono l'amore l'uno nell'altra. A metterci lo zampino, però, ci sarà Elide, che da anni prepara la sua vendetta contro la famiglia Loi, per prendere l'azienda. Con lei c'è il freddo marito di Mirella, Paride. Presto si scoprirà che Carlo, fidato cugino di Stefano, era l'amante di sua moglie, e anche questo provocherà non pochi problemi alla sua relazione con Asia, ma ancora di più il fatto che Cecilia Colombo, terrorista accusata di essere l'assassina di Tommaso, fratello di Stefano e Mirella e marito di Elide, è la madre di Asia. Alla fine, dopo molti avvenimenti, sia belli che tremendi (come l'arresto di Loi), Cecilia si scoprirà non essere la pazza omicida che tutti credevano. Paride verrà arrestato, ma Elide riuscirà a scappare, rendendosi latitante. Giuliana, giornalista da sempre innamorata di Stefano, si arrenderà all'idea che lui ama solo Asia, con cui è deciso a sposarsi e con cui aspetta un figlio. Anche l'amica del cuore di Asia vivrà felice la sua storia d'amore con un ex della ragazza.

### Seconda stagione
Nella seconda stagione, ambientata circa tre anni dopo, Asia (che nel frattempo ha cambiato il proprio cognome assumendo quello della madre) e Stefano non si sono ancora sposati ma convivono felicemente con Carlotta, Tommy ed il piccolo Andrea, nato dalla loro unione. Mentre Asia sta facendo l'apprendistato in oncologia, la Loipharma ha aperto degli stabilimenti in Tunisia che attraversano, insieme all'azienda, una grave crisi cagionata da un furto industriale di un brevetto di ricerca; il danno, come lo spettatore scopre subito, è stato provocato da Elide che in tempi non sospetti vendette sottobanco la ricerca ad un pericoloso concorrente che adesso, con mezzi più o meno leciti, vuole acquisire tutta la Loipharma. Elide, fattasi passare per morta, si è rifugiata proprio in Tunisia e da lì, circondata dalla gratitudine e dalla protezione della gente di un villaggio, che al suo arrivo fece ammodernare subito portandovi acqua e luce, trama contro Stefano con il desiderio di vederlo abbandonato da tutti.

## Episodi
| Stagione         | Episodi | Prima TV |
| ---------------- | ------- | -------- |
| Prima stagione   | 6       | 2010     |
| Seconda stagione | 6       | 2013     |

## Produzione
Paura di amare è stata diretta da Vincenzo Terracciano e sceneggiata da Gianfranco Clerici, Daniele Stroppa e Carla Giulia Casalini; la scrittrice del soggetto è invece Maria Venturi. La serie è stata girata a Torino, Belgrado ed in Montenegro. Le riprese della seconda stagione sono terminate il 27 ottobre 2012, per andare in onda dal 17 settembre 2013.